# Castlevania: Order of Ecclesia
Castlevania: Order of Ecclesia, conhecido no Japão como Akumajō Dracula Ubawareta Kokuin (悪魔城ドラキュラ 奪われた刻印, lit. "Castelo do Demônio Dracula: O Selo Roubado"), é o terceiro jogo da série Castlevania a ser lançado para o videogame portátil Nintendo DS, desenvolvido pelo produtor veterano da série Koji Igarashi.

## Jogabilidade
Castlevania: Order of Ecclesia é um jogo de duas dimensões de ação-aventura que traz elementos de jogos de aventura e de RPG como a habilidade de equipar uma armadura e lançar feitiços. Um novo sistema de combate chamado de "Glyph system" permite à personagem controlado pelo jogador, Shanoa, coletar ícones chamados "símbolos Glyph", que ela pode adquirir ao derrotar inimigos ou completar desafios. Estes símbolos são equipados aos seus braços e às suas costas, dando-lhe a capacidade de executar golpes com poderes e habilidades especiais. Existem mais de 100 diferentes glifos que o jogador pode adquirir, como glifos de armas e magias. Os glifos usam MPs (Pontos de Magia) para funcionar em, resultando em, quando a barra de magia esvaziar-se, o jogador ter que parar de atacar para que ela possa regenerar-se. O jogador também pode usar uma técnica especial chamada "Glyph Union" ("União de Glifos"), que resultam em um ataque mais poderoso baseado em quais glifos estão equipados. Tais ataques consomem uma barra de pontos separada, chamada "Hearts" ("Corações"). Existem certos glifos que são usados para resolver alguns puzzles pelo jogo.
Vários tipos diferentes de áreas podem ser visitadas durante o jogo, incluindo florestas, montanhas e oceanos. Existe um total de 20 locais, com um mapa geral que é usado para que o jogador viaje entre eles. Além de lutar contra inimigos e movendo-se de uma área a outra, existe um número de aventuras secundárias para o jogador completar. Quando completados, o jogador recebe um prêmio em troca. Se o jogador completar o jogo, novos modos de jogo tornam-se disponíveis à seleção, como o modo de teste de sons, dificuldade alta, Boss Rush e Albus (no qual o jogador joga com o personagem Albus). O jogo também traz um modo de jogo online, o que permite a jogadores de trocar itens ou batalhar no modo versus entre si. O jogo também faz uso da conectividade DS-Wii com Castlevania Judgment, a qual destrava mais conteúdo em ambos os jogos. Order of Ecclesia é o primeiro jogo canônico à série no qual o chicote Vampire Killer não aparece de nenhuma forma.

## História
Castlevania: Order of Ecclesia se ambienta após Castlevania: Symphony of the Night, em algum momento no século XIX. Já que o clã Belmont tinha desaparecido nesta época, várias organizações são criadas para pesquisar medidas contra o Dracula e o seu eventual retorno. Entre estas organizações, a mais promissora era a "Ecclesia" que criou uma tríade de glifos mágicos baseados no poder do Dracula, chamados "Dominus". Shanoa é um membro da ordem que foi escolhida pelo seu líder, Barlowe, como o reservatório humano para os Dominus. Antes de o ritual ser executado, os glifos Dominus ("Raiva", "Ódio", "Agonia") são roubados pelo amigo de infância de Shanoa, Albus. Ela é instruída a recuperá-los, não ciente das suas verdadeiras intenções.
Em sua perseguição, Shanoa chega ao vilarejo deserto "Wygol Village" e descobre que Albus sequestrou os seus habitantes e os levou a diferentes locais escondidos, aprisionado-os. Enquanto que Shanoa vai resgatando cada um deles gradativamente pelo jogo, ela vai descobrindo que Albus os capturou para fazer um tipo de experimento neles que envolvia drenar amostras de sangue dos mesmos. Em duas ocasiões, Shanoa consegue localizar Albus, que voluntariamente a deixa recuperar um dos glifos Dominus. Quando ela descobre que ele estava sendo possuído pelo poder do terceiro glifo, ela é forçada a lutar contra ele. Mais tarde, ele revela as suas verdadeiras intenções, que era encontrar uma maneira de derrotar o Conde Drácula sem que Shanoa deva usar os glifos, já que ele sabia que custaria a sua própria vida se ela usasse. Ele também revela que a razão de ele ter feito experiências nos aldeões era que eles eram os últimos descendentes do clã Belmont, e ele erroneamente acreditou que o sangue deles teria o poder para ajudá-lo a controlar os Dominus sem ser consumido por eles. Sobre a perda da memória e de emoções de Shanoa, ele revelou que Barlowe usou isto para criar os glifos, um fato que este tinha mantido como segredo dela.
Ao enfrentar Barlowe após descobrir toda a verdade, Shanoa ouve dele que o seu verdadeiro objetivo era trazer o Drácula de volta à vida usando-a como um sacrifício. Após ele ser derrotado, ele acaba oferecendo a sua própria vida para ressuscitar o Dracula. Assim feito, o castelo do Conde surge e Shanoa parte viagem para derrotá-lo. Eventualmente, ao enfrentar o Dracula, ela consegue derrotá-lo usando a união dos Dominus, mas aparentemente ao custo de sua vida. Contudo, Albus aparece e revela que somente uma única alma deve ser oferecida. Ele sacrifica a sua própria vida no lugar de Shanoa, mas não antes de ele pedir a ela que sorria para ele. O castelo começa a desabar e Shanoa escapa.

## Desenvolvimento
O jogo foi desenvolvido pelo time que produziu Castlevania: Portrait of Ruin junto com Igarashi. Em uma entrevista com a Wired, Igarashi afirmou que ele estava produzindo um novo jogo para DS, mesmo que não houvesse feito nenhum anúncio sobre a sua produção, denotando que queria que o público apreciasse a versão para PSP de Castlevania: The Dracula X Chronicles primeiro, para que, assim, pudessem anunciá-lo. Em 25 de janeiro de 2008, um grupo "vazou" screenshots de um jogo Castlevania para DS que também mostrava a conectividade com o Wii. Em resposta, Igarashi não deu nenhuma resposta direta se aquele era o mesmo jogo de que ele antes falava nem se aquele era um produto oficial da Konami, afirmando à IGN que a "Konami não comenta sobre rumores ou especulações". Eventualmente, foi confirmado com uma atualização tardia que aqueles screenshots era de Order of Ecclesia.

## Recepção
Shane Bettenhausen em 15 de agosto de 2008, no podcast 1Up Yours, comentou após a sua experiência de prévia do jogo que "talvez seja... o melhor Castlevania de todos os tempos", afirmando também que era uma mistura entre Symphony of the Night e Simon's Quest, dando nota que o alto nível de dificuldade ("Você irá morrer 'bastante'. Você irá morrer o tempo todo") era balanceado com os elementos de jogo de "rolagem de tela". Bettenhausen também comentou da qualidade do jogo, apesar de sua duração, dando nota que existem "três ou quatro níveis de coisas para achar". Ele concluiu a sua experiência com o jogo afirmando que "é o melhor jogo Castlevania da categoria ação-RPG da série". Ele mais tarde classificou o jogo com uma nota A- para a 1UP.com, afirmando que "com esse jogo, o diretor da série, Koji Igarashi, prova que ele ainda pode dar uma vida nova a esta longa, geralmente auto-canibalesca, série".
Castlevania: Order of Ecclesia foi premiado como o "Melhor Jogo para Nintendo DS" pela GameTrailers.com no evento de premiação de jogos de 2008 do site. O jogo também foi premiado como o "Melhor Jogo de Plataforma" para DS pela IGN. Ele também foi nomeado para vários outros prêmios especificamente para Nintendo DS, incluindo "Melhor Tecnologia de Gráficos", "Melhor Trilha Sonora Original" e "Jogo do Ano". Contudo, ele não ganhou nenhum dos prêmios dessas nomeações.